# Agrias chavelotti
Agrias chavelotti är en fjärilsart som beskrevs av Le Moult 1931. Agrias chavelotti ingår i släktet Agrias och familjen praktfjärilar. Inga underarter finns listade i Catalogue of Life.